# Franz Joseph von Stein
'Franz Joseph von Stein (4 de abril de 1832 - 4 de maio de 1909) foi  Arcebispo de München und Freising de 1897 até 1909.

## Biografia
Nascido em 4 de abril de 1832, Amorbach, em 10 de agosto de 1855, aos 23 anos, foi ordenado sacerdote de Würzburg, Alemanha e consagrado pelo arcebispo Friedrich von Schreiber e pelos Bispos Joseph Georg von Ehrler e Joseph Franz von Weckert. 
Em 19 de outubro de 1878, aos 46 anos, foi nomeado bispo de Würzburg, e no início do ano seguinte, confirmado e ordenado. Em 24 de dezembro de 1897, com 65 anos, foi nomeado Arcebispo de Munique e Freising e instalado em 18 de abril de 1898. 
Faleceu em 4 de maio de 1909, com idade de 77 anos. Foi sacerdote por 53 anos e bispo por 30 anos.